# Garching an der Alz

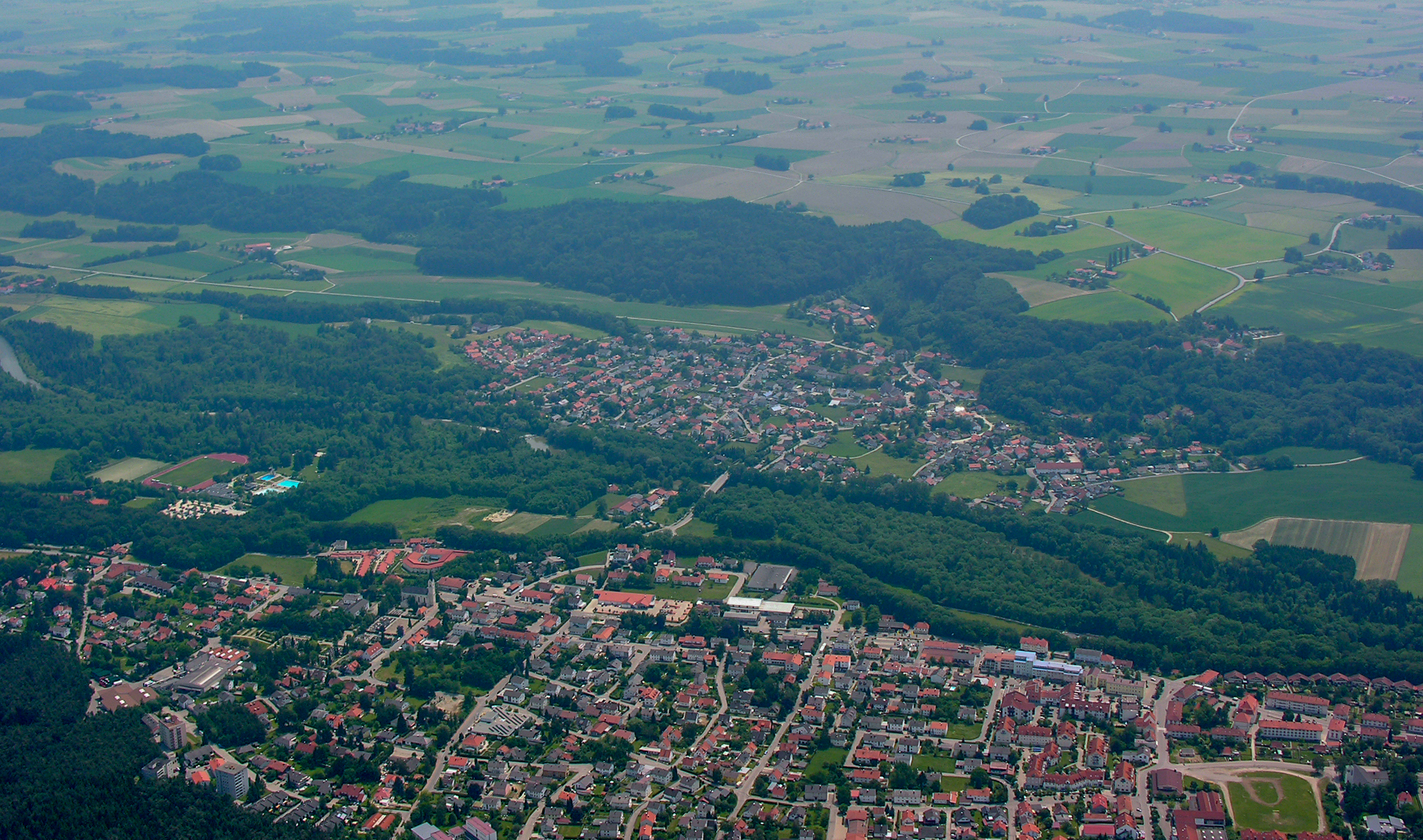
Garching mit Ortsteil Wald (hinten)

Garching an der Alz (amtlich: Garching a.d.Alz) ist eine Gemeinde im oberbayerischen Landkreis Altötting. Sie liegt Luftlinie 50 km östlich von München, 80 km südwestlich von Passau und 50 km nordwestlich von Salzburg.

## Geografie

### Geografische Lage
Garching liegt an der Bundesstraße 299 im Tal der Alz, 30 km nördlich vom Chiemsee und 20 km nördlich vom Waginger See. Die Alz ist der Abfluss des Chiemsees.

### Gemeindegliederung
Es gibt 67 Gemeindeteile:
- Am Winklhart
- Ausleiten
- Bartlehen
- Berndlmühle
- Brandl
- Brandstätt
- Bruck
- Brucköd
- Brunn
- Brunnthal
- Dorfen
- Egg
- Enhub
- Fleck
- Förgenthal
- Galland
- Garching a.d.Alz
- Geisberg
- Gloneck
- Hart a.d.Alz
- Harteck
- Hartfeld
- Hartmühle
- Hausen
- Hub
- Hutlehen
- Kaindl
- Kastenstatt
- Kobler
- Kronberg
- Kronposthub
- Lacken
- Langschwert
- Lehen
- Lex
- Lindach
- Loderer
- Maierhofen
- Matzen
- Mauerberg
- Maurer
- Mörn
- Obergarching
- Oberhausen
- Oberlindach
- Oed
- Pirzlöd
- Point
- Reit
- Schnabling
- Schönstadt
- Schwarzmann
- Simetsbichl
- Spiegelsberg
- Stecken
- Steffellehen
- Straß
- Thalhausen
- Wald a.d.Alz
- Weipolding
- Will
- Wimm
- Winkl
- Winklhart
- Wurasöd
- Zaunbos
- Zeilhub

## Geschichte

### Bis zur Gemeindegründung
Streu- und Siedlungsfunde der Jungsteinzeit belegen den Beginn einer Besiedlung des Gebietes an der mittleren Alz seit fast 5000 Jahren. Die älteste Grablege im Gemeindegebiet, ein Hockergrab, stammt aus der Zeit der Glockenbecherkultur, ca. 2300 v. Chr. Das Alztal lag günstig für einen Handelsweg: Salz und Kupfer aus dem Alpenraum, Getreide und Eisen aus Niederbayern und dem Donauraum.
Mehrere Funde auf der Mittelterrasse des Alztales, beispielsweise Hügelgräberfelder 1600–1200 v. Chr., die Prunkbestattung eines Stammesführers als Wagengrab in Hart/Alz, das von circa 1250 v. Chr. stammt, Nekropolen der Urnenfelderkultur 1200–800 v. Chr. (Grabung im Jahr 2003, 26 Urnen + Schwertgrab). Hügelgräber aus der Zeit um 500 v. Chr., deuten darauf hin, dass das Gebiet in der Bronzezeit und der Eisenzeit dichter besiedelt wurde. Eine kleine Ortschaft mit Gräberfeld (ca. 140 Gräber, Grabung 1972/73) bestand in der Bajuwarenzeit. Dieser Ort, der 747/49 an das Bistum Salzburg geschenkt wurde, ist etwa 798 im Salzburger Güterverzeichnis Breves Notitiae als Gouvrichingen erstmals urkundlich erwähnt. Die Vor- und Frühgeschichte um Garching an der Alz wird in der ortsgeschichtlichen Sammlung Museum am Rathaus präsentiert.
Die Urbarmachung des wasserarmen Landes auf den Hochufern der Alz erfolgte im Laufe des 10. Jahrhunderts. Westlich der Alz hatten neben den Salzburgern auch die herzoglichen Urbarsbauern einen größeren Anteil. Östlich der Alz gab es klösterlichen Streubesitz (Zisterzienserkloster Raitenhaslach, Kloster Baumburg und Kloster Ranshofen).
Zu Beginn des 13. Jahrhunderts entstand die Burg, das spätere Schloss Wald an der Alz, mit dem Gebiet der Walder Herrschaft (Pflegamt), das neben dem jenseits der Alz gelegenen Ort Garching auch die heutigen Gemeinden Feichten, Kirchweidach, Halsbach und Teile von Burgkirchen umfasste. Es markierte einen Salzburger Grenzposten zu Bayern. 
Nach den Erhartinger Verträgen und dem Aussterben der Herren von Wald zu Beginn des 14. Jahrhunderts wurde Garching mit dem Herrschaftsgebiet Wald bayrisch. Die Herren von Wald gehörten zur führenden salzburg-bayerischen Ministerialenschicht, waren jedoch nicht turnierfähig. Sie hatten hohe Ämter inne als Pfleger in Reichenhall, Richter in Trostberg oder Vicedome von Niederbayern.
Seit 1508 residierten auf Schloss Wald die Herren von der Leiter, Nachkommen der oberitalienischen della Scala. Von 1602 bis 1736 war die Herrschaft im Besitz der Grafen von Wartenberg. 
Herzog Ferdinand von Bayern, der Onkel des späteren Kurfürst Maximilian I., hatte 1588 in morganatischer Ehe die junge und hübsche Maria Pettenbeck, Rentschreibertochter aus Haag, geheiratet. Die aus dieser Seitenlinie entsprossenen „Halb-“Wittelsbacher wären als (titl.) Grafen von Wartenberg (bei Erding. Sitz der Wittelsbacher zum Zeitpunkt der Belehnung mit der bayerischen Herzogswürde 1180) nach dem Aussterben der altbayerischen Linie – noch vor den Pfälzern und Zweibrückern – erbberechtigt gewesen. 1736 erstickte der junge Graf von Wartenberg in der Ettaler Ritterakademie an einem Pfirsichkern. Die Herrschaft Wald wurde daraufhin Kabinettsherrschaft und vom Kurfürsten an diverse Adelige, darunter auch die Fugger, verliehen. Die eigenständige Verwaltung der Herrschaft Wald, zeitweise sogar mit Hochgericht (wovon eine erhaltene Galgensäule zeugt), bestand bis 1803.

### 19. und 20. Jahrhundert
Zu Beginn des 19. Jahrhunderts war Josef Keller Schullehrer in Wald. Keller war Organist im Kloster Seeon gewesen, als der junge Mozart erstmals bei einer Durchreise nach München die dortige Klosterorgel spielte. Als Wegbereiter des volkstümlichen Zitherspiels wurde der Sänger und Zithervirtuose, Musikalienhändler und Musiklehrer Josef Wasserburger (1788–1857), der Wirtsepperl z’Garching, bekannt. Ein Volkslied gleichnamigen Titels hält die Erinnerung an ihn wach. Sein Verdienst war die Einführung der Zither in Niederbayern und Oberösterreich zwischen 1820 und 1850.
Die Umbenennung der früheren Landgemeinde Engelsberg, Bezirk Altötting, in Gemeinde Garching erfolgte 1858.

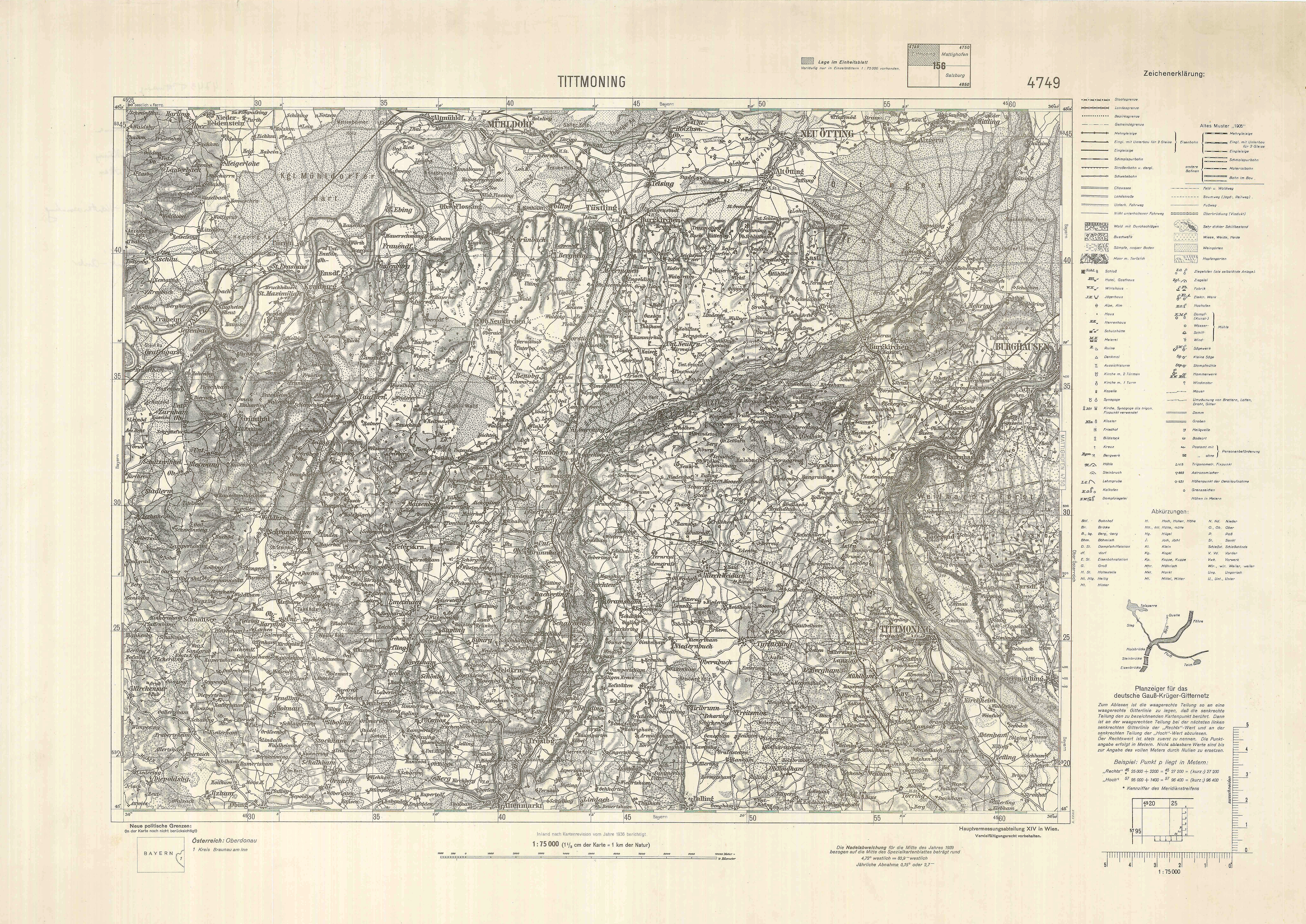
Garching (Mitte) und Umgebung in den 1930er-Jahren (Aufnahmeblatt der 3. österreichischen Landesaufnahme)

1905 lebten in der Gemeinde Garching 762 Menschen. Der Bau der Bahnstrecke Mühldorf am Inn–Freilassing, sog. Bayerische Tauernbahn 1908, ließ als Alzüberquerung eine der größten Brücken in Senkkastentechnik des damaligen Deutschen Kaiserreiches entstehen. Durch den Bau eines Werkes der Bayerischen Kraftwerke AG (später Süddeutschen Kalkstickstoffwerke (SKW)) wuchs die Zahl der Anwohner rasch. 
1923/24 wurde nach Plänen des Schweizer Architekten Otto Rudolf Salvisberg (1882–1940) eine Werkssiedlung gebaut. Sie gilt als Mustersiedlung einer Gartenstadt.
Die NSDAP verzeichnete in Garching an der Alz ihre bayernweit schlechtesten Ergebnisse, obwohl der Ortsgruppenleiter Ernst Schmidt ein Weltkriegskamerad von Adolf Hitler war. 
Während der NS-Zeit wurden keine Straßen nach prominenten Nationalsozialisten benannt. Der zentrale Platz, benannt nach dem jüdischen Chemiker und Gemeindeehrenbürger Nikodemus Caro, wurde mit der gemeindlichen Einführung von Straßennamen und Hausnummern 1965 umbenannt nach dem Baurat Karl Janisch. 
Im Zweiten Weltkrieg wurde am 19. März 1945 der Bahnhof von Garching bombardiert. Ein mit Sprengstoff voll beladener Güterzug konnte noch rechtzeitig weggefahren werden. Die vom Foggia Airfield Complex (Süditalien) 
gestarteten Bomberverbände der USAAF sollten Mühldorf am Inn und Landshut bombardieren und warfen über Garching irrtümlich über 100 Bomben mit je 250 kg TNT ab. 
Am Morgen des 4. Mai 1945 marschierten US-Soldaten der 86th Infantry Division in Garching ein.
Zu Kriegsende und in der Nachkriegszeit kamen viele Heimatvertriebene nach Garching. Seit 1957 führt Garching an der Alz ein Gemeindewappen, das dem Vorschlag von Ehrenbürger Josef Dirscherl folgte.

### Eingemeindungen
Im Zuge der Gebietsreform in Bayern wurde am 1. Mai 1978 Wald an der Alz eingegliedert.

### Einwohnerentwicklung
Von 1988 bis 2018 wuchs die Einwohnerzahl von 7410 auf 8642 (plus 16,6 %).

## Politik

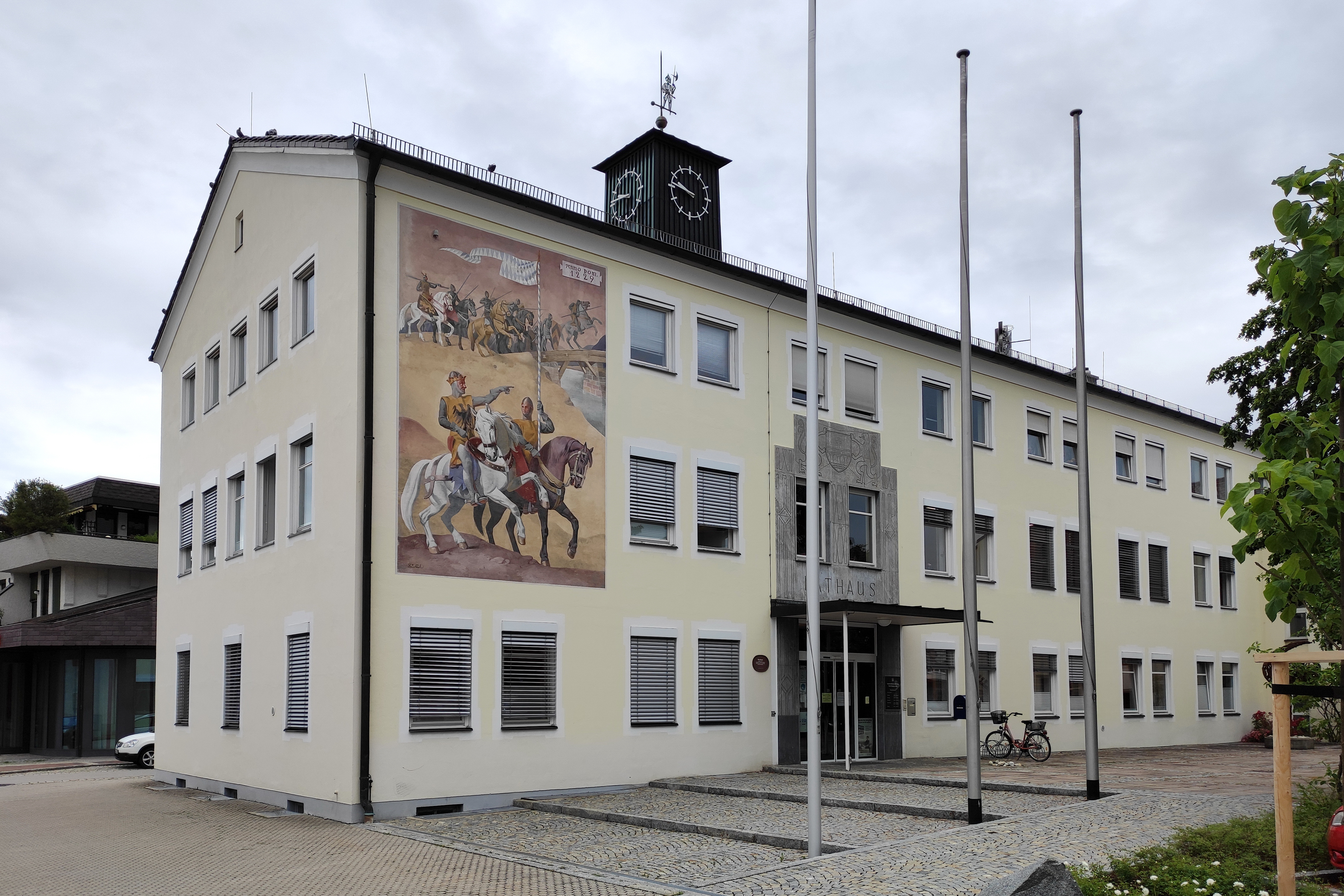
Rathaus Garching a.d.Alz

### Gemeinderat
Die Gemeinde hat einen 20-köpfigen Gemeinderat, Stimmverhältnisse der letzten Kommunalwahlen:
| Partei/Liste     | 2020   | 2020   | 2014   | 2014   |
| Partei/Liste     | %      | Sitze  | %      | Sitze  |
| ---------------- | ------ | ------ | ------ | ------ |
| CSU              | 39,8   | 8      | 40,8   | 8      |
| Freie Wähler     | 25,2   | 5      | 24,3   | 5      |
| Frei ohne Partei | 16,2   | 3      | 9,9    | 2      |
| SPD              | 11,0   | 2      | 25,0   | 5      |
| Grüne            | 7,8    | 2      | –      | –      |
| Gesamt           | 100    | 20     | 100    | 20     |
| Wahlbeteiligung  | 54,5 % | 54,5 % | 55,1 % | 55,1 % |

Darüber hinaus hat die Gemeinde für wichtige Themenkomplexe Referate gegründet, diese werden ehrenamtlich durch Gemeinderäte vertreten.

### Bürgermeister
Bei der Wahl am 15. März 2020 wurde Maik Krieger (CSU) mit 58,2 % der Stimmen zum Ersten Bürgermeister gewählt. Sein Vorgänger Christian Mende (* 1953, SPD/Die Unabhängigen) kandidierte nicht mehr.

### Wappen
| Wappen von Garching an der Alz | Blasonierung: „In oben rotem, unten blauem Schild eine durchgehende silberne Brücke, über deren Mitte ein silbernes Brückenkreuz steht.“ |
| Wappen von Garching an der Alz | Wappenbegründung: Figuren und Farben des Wappens enthalten zentrale Botschaften zur Geschichte der Gemeinde. Garching a. d. Alz wird urkundlich erstmals Ende des 8. Jahrhunderts genannt und war Grenz- und Brückenort zwischen dem Herzogtum Bayern und dem Hochstift Salzburg. Die direkte Verbindung von Salzburg zu dessen Exklave Mühldorf verlief über den alten Flussübergang mit Urfahr (Fähre) über die Alz. Diese Brückenfunktion kommt in der Brücke mit dem Kreuz zum Ausdruck. Besitz- und Herrschaftsrechte der wittelsbachischen Herzöge und der Erzbischöfe von Salzburg, um die es vor allem im 13. Jahrhundert manchen Streit gab, dominierten im Gemeindegebiet bis zu Beginn des 19. Jahrhunderts. Die Farben Rot und Silber (Salzburg) und Silber und Blau (Bayern) unterstreichen diese Gemengelage und das Aufeinandertreffen von salzburgischen und wittelsbachischen Interessen. Dieses Wappen wird seit 1957 geführt. |

### Gemeindepartnerschaften
- Laa an der Thaya, Niederösterreich, Österreich, seit 2003
- Collesalvetti, Toskana, Italien, seit 2004

Freundschaftliche Beziehungen bestehen zu Stolpen in Sachsen / Deutschland.

## Kultur und Sehenswürdigkeiten

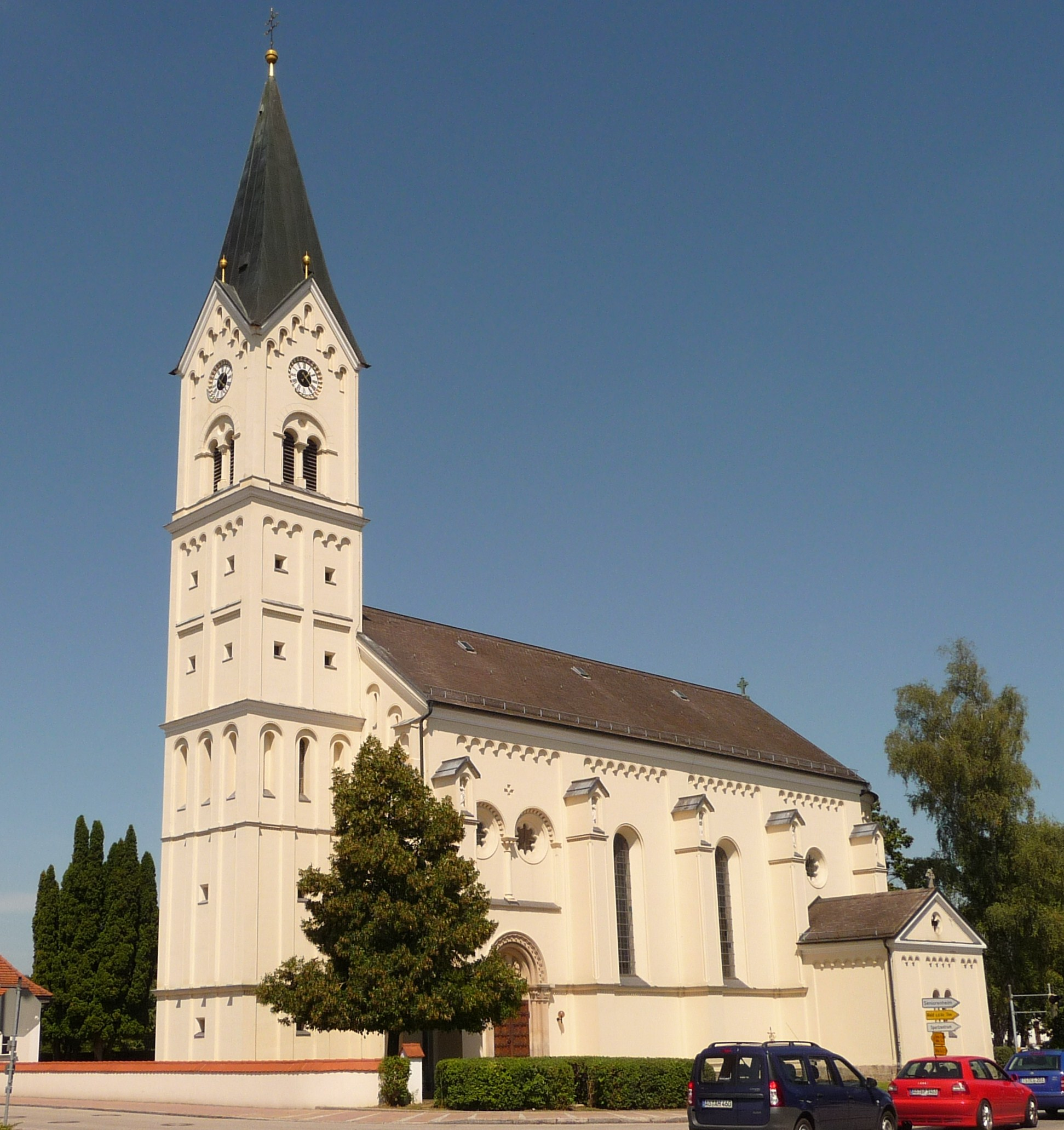
Die Pfarrkirche St. Nikolaus

- Die neuromanische katholische Pfarrkirche St. Nikolaus wurde 1870 bis 1872 erbaut.
- Die Werkssiedlung der SKW (Janischsiedlung), 1921 bis 1924 errichtet, gilt als eine der schönsten Gartenstädte Deutschlands.

### Geotope
- Nagelfluh-Aufschluss am Bahneinschnitt Brunnthal; leider verwachsen, geowissenschaftliche Bedeutung „wertvoll“.[10]

## Verkehr

### Straßenverkehr
Im östlichen Teil der Hauptbebauung der Gemeinde führt die Bundesstraße 299 in Nord-Süd-Richtung vorbei Richtung Altötting und die Bundesautobahn 94 im Norden und im Süden Richtung Trostberg und weiter über die Bundesstraße 304 Richtung Traunstein. Die Staatsstraße 2355 verbindet Garching mit Mühldorf am Inn.
Diese Busverbindungen werden von Regionalverkehr Oberbayern (RVO) durchgeführt:
- Garching – Altötting
- Garching – Burghausen
- Garching – Traunstein (Linie 9442)

### Bahnverkehr

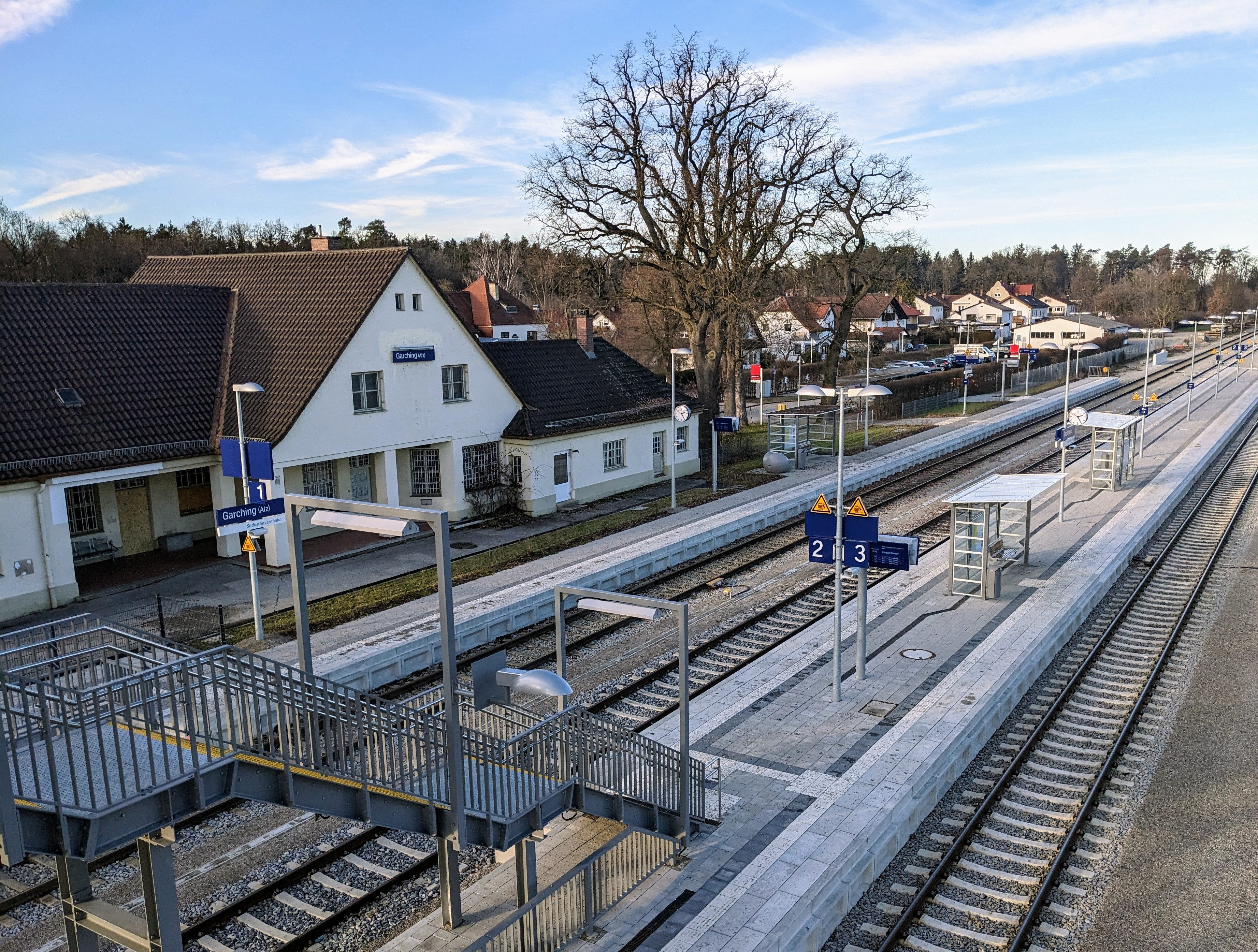
Bahnhof Garching (Alz) im Dezember 2022

Durch den Ort führt seit 1908 als ehemaliger Teil der „Bayerischen Tauernbahn“ die Bahnstrecke Mühldorf–Freilassing, die durch Züge der Südostbayernbahn Linie RB 45 stündlich befahren wird. Von Bahnhof Garching zweigt die Bahnstrecke Traunstein–Garching (Traun-Alz-Bahn) ab, auf der von Mühldorf aus die Züge der Südostbayernbahn RB 47 im Zweistundentakt verkehren.
Im Jahr 2022 wurden die Bahnsteige 1 bis 3 grunderneuert und der Fußgängerüberweg mit zwei Aufzügen zu den jeweiligen Gleisen ausgestattet. Die Einweihung erfolgte am 16. Dezember 2022. Somit ist der Garchinger Bahnhof barrierefrei.

## Persönlichkeiten

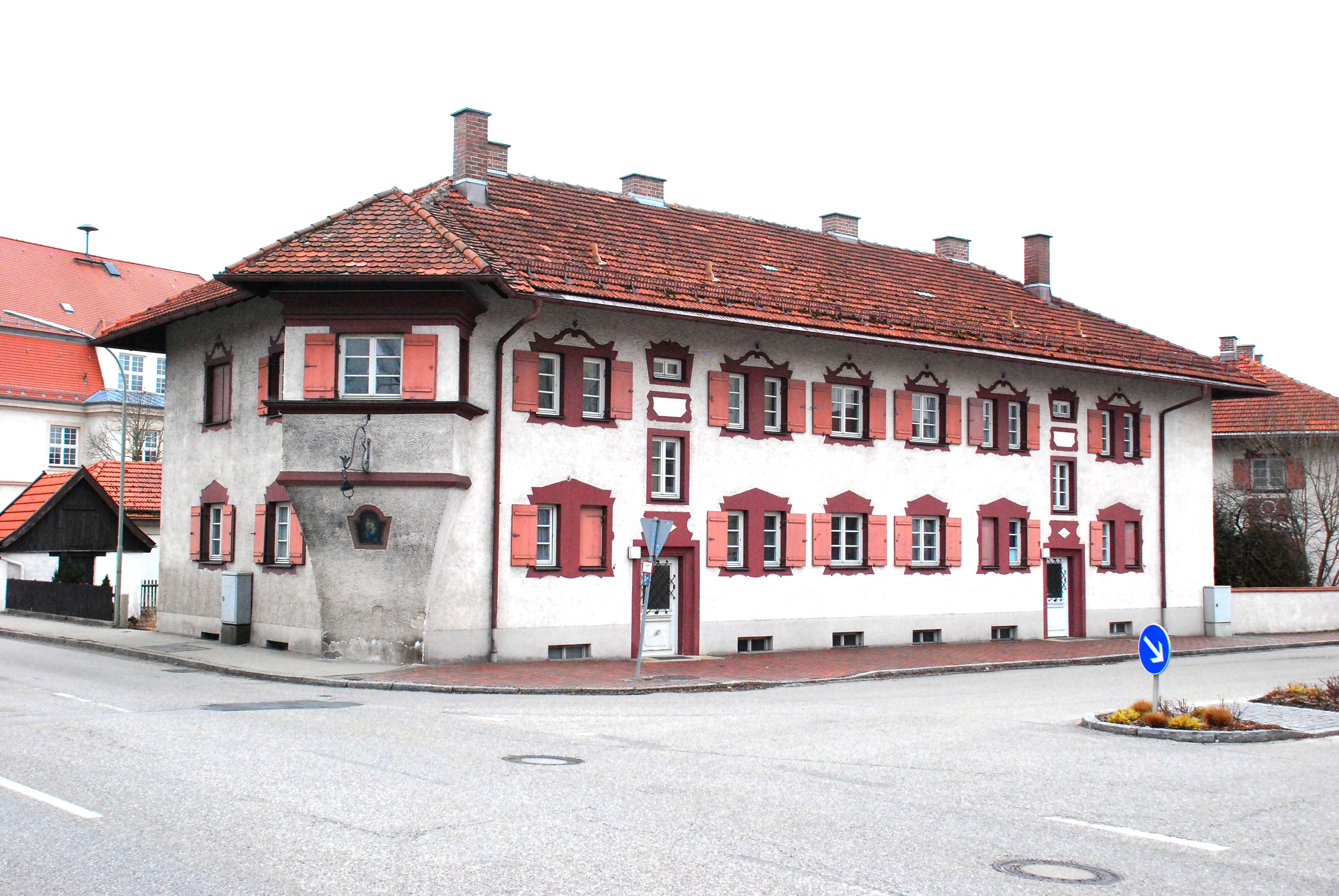
Wohnhaus der Janischsiedlung

- Josef Wasserburger (1788–1857), Volkssänger und Zitherspieler
- Maria Andergast (1912–1995), österreichische Schauspielerin, geboren im Ortsteil Brunnthal
- Anton Feichtner (* 1942), bayerischer Volksschauspieler
- Peter Hullermann (* 1947), römisch-katholischer Priester und verurteilter Sexualstraftäter
- Wolfgang A. Herrmann (* 1948), Chemieprofessor, Präsident der Technischen Universität München 1995–2019, hat seit 1991 seinen Zweitwohnsitz in Garching a.d. Alz
- Tobias Zech (* 1981), Politiker (CSU), Bundestagsabgeordneter von 2013 bis 2017 und von 2020 bis jetzt (Nachrücker), Mitglied des Garchinger Gemeinderats seit 2002
- Hartwig Hausdorf (* 1955), Schriftsteller, lebt in Garching
- Manfred Lucha (* 1961), Politiker (Bündnis 90/Die Grünen), seit 2016 Minister für Soziales und Integration in Baden-Württemberg, in Garching geboren
- Jannis Turtschan (* 2001), Fußballspieler, in Garching geboren

Ehrenbürger
- Ludwig Füssl (1825–1901), Pfarrer von Garching
- Petrus Göbl (1851–1916), Weihbischof von Augsburg
- Franz Xaver Sixt (1866–1921), Pfarrer von Mauerberg
- Karl Janisch (1870–1946), deutscher Maschinenbauingenieur und Manager in der Stickstoffindustrie
- Nikodem Caro (1871–1935), Regierungsrat
- Josef Dirscherl (1894–1982), Lehrer